# Fréville (Seine-Maritime)
Fréville település Franciaországban, Seine-Maritime megyében. Lakosainak száma 951 fő (2018. január 1.). Fréville Mont-de-l’If, Blacqueville és Carville-la-Folletière községekkel határos.

## Népesség
A település népességének változása:
| Lakosok száma | 453  | 483  | 506  | 704  | 797  | 858  | 930  | 1718 | 943  | 951  |
|               | 1962 | 1968 | 1975 | 1990 | 1999 | 2008 | 2013 | 2016 | 2017 | 2018 |